# John Doucette
John Doucette (Brockton, 21 gennaio 1921 – Banning, 16 agosto 1994) è stato un attore statunitense.
Recitò in oltre 130 film dal 1943 al 1987 e apparve in oltre 130 produzioni televisive dal 1951 al 1984. Dall'aspetto duro e dalla voce profonda, Doucette interpretò spesso, nel corso della sua carriera, ruoli di cattivi, scagnozzi, gangster, fuorilegge, pistoleri e personaggi dall'aria minacciosa, ma non disdegnò poliziotti o militari dall'aspetto duro ed autorevole.

## Biografia
John Doucette nacque a Brockton, in Massachusetts, il 21 gennaio 1921. Fece il suo debutto sul grande schermo nel 1943, nel ruolo non accreditato di Larsen nel film Incontro all'alba, e in televisione nell'episodio The Wife Story della serie televisiva The Lone Wolf, nel ruolo di Arnold Richman. Interpretò poi, tra i vari personaggi a cui diede vita nel corso della sua decennale carriera televisiva, il ruolo del tenente Weston in 78 episodi della serie Lock Up, dal 1959 al 1961, e del capitano Aaron William Andrews in 20 episodi della serie The Partners.
La sua ultima apparizione sul piccolo schermo avvenne nell'episodio pilota della serie televisiva P/S - Pronto soccorso, andato in onda il 16 settembre 1984, che lo vede nel ruolo di un ambulanziere, mentre per il grande schermo l'ultima interpretazione risale al film commedia Off the Mark (1987), in cui interpreta uno degli uomini di Jenell Johnson. Morì a Banning, in California, il 16 agosto 1994 e fu seppellito all'Holy Cross Cemetery di Culver City.

## Filmografia

### Cinema
- Incontro all'alba (Two Tickets to London), regia di Edwin L. Marin (1943)
- Terrore (The Burning Cross), regia di Walter Colmes (1947)
- La superba creola (The Foxes of Harrow), regia di John M. Stahl (1947)
- Fiesta e sangue (Ride the Pink Horse), regia di Robert Montgomery (1947)
- La strada del carcere (Road to the Big House), regia di Walter Colmes (1947)
- L'impronta dell'assassino (I Wouldn't Be in Your Shoes), regia di William Nigh (1948)
- Train to Alcatraz, regia di Philip Ford (1948)
- Ultima tappa per gli assassini (Canon City), regia di Crane Wilbur (1948)
- La città della paura (Station West), regia di Sidney Lanfield (1948)
- In This Corner, regia di Charles Reisner (1948)
- La legione dei condannati (Rogues' Regiment), regia di Robert Florey (1948)
- The Pilgrimage Play, regia di Frank R. Strayer (1949)
- Soldato di ventura (The Fighting O'Flynn), regia di Arthur Pierson (1949)
- Marocco (Outpost in Morocco), regia di Robert Florey (1949)
- Incrocio pericoloso (The Crooked Way), regia di Robert Florey (1949)
- Red Stallion in the Rockies, regia di Ralph Murphy (1949)
- Batman and Robin, regia di Spencer Gordon Bennet (1949)
- La sete dell'oro (Lust for Gold), regia di George Marshall e Sylvan Simon (1949)
- Doppio gioco (Criss Cross), regia di Robert Siodmak (1949)
- La fonte meravigliosa (The Fountainhead), regia di King Vidor (1949)
- Il regno del terrore (Reign of Terror), regia di Anthony Mann (1949)
- Bandits of El Dorado, regia di Ray Nazarro (1949)
- E col bambino fanno tre (And Baby Makes Three), regia di Henry Levin (1949)
- L'amante del bandito (Singing Guns), regia di R.G. Springsteen (1950)
- The Vicious Years, regia di Robert Florey (1950)
- Johnny One-Eye, regia di Robert Florey (1950)
- Customs Agent, regia di Seymour Friedman (1950)
- La congiura dei rinnegati (Return of the Frontiersman), regia di Richard Bare (1950)
- Sei canaglia ma ti amo (Love That Brute), regia di Alexander Hall (1950)
- Sierra, regia di Alfred E. Green (1950)
- Sterminio sul grande sentiero (The Iroquois Trail), regia di Phil Karlson (1950)
- Winchester '73, regia di Anthony Mann (1950)
- L'amante indiana (Broken Arrow), regia di Delmer Daves (1950)
- Border Treasure, regia di George Archainbaud (1950)
- Condannato! (Convicted), regia di Henry Levin (1950)
- Accidenti che ragazza! (The Fuller Brush Girl), regia di Lloyd Bacon (1950)
- Golfo del Messico (The Breaking Point), regia di Michael Curtiz (1950)
- Counterspy Meets Scotland Yard, regia di Seymour Friedman (1950)
- Il mistero del V3 (The Flying Missile), regia di Henry Levin (1950)
- Mani insanguinate (Sierra Passage), regia di Frank McDonald (1950)
- Marmittoni al fronte (Up Front), regia di Alexander Hall (1951)
- Il ratto delle zitelle (The Lemon Drop Kid), regia di Sidney Lanfield (1951)
- Thunder in God's Country, regia di George Blair (1951)
- L'avamposto degli uomini perduti (Only the Valiant), regia di Gordon Douglas (1951)
- Tales of Robin Hood, regia di James Tinling (1951)
- I lancieri alla riscossa (Cavalry Scout), regia di Lesley Selander (1951)
- Il sergente Carver (The Texas Rangers), regia di Phil Karlson (1951)
- La maschera del vendicatore (Mask of the Avenger), regia di Phil Karlson (1951)
- Delitto per delitto - L'altro uomo (Strangers on a Train), regia di Alfred Hitchcock (1951)
- Yukon Manhunt, regia di Frank McDonald (1951)
- Corky of Gasoline Alley, regia di Edward Bernds (1951)
- Elena paga il debito (The Lady Pays Off), regia di Douglas Sirk (1951)
- I figli della gloria (Fixed Bayonets!), regia di Samuel Fuller (1951)
- La vendicatrice dei sioux (Rose of Cimarron), regia di Harry Keller (1952)
- Telefonata a tre mogli (Phone Call from a Stranger), regia di Jean Negulesco (1952)
- L'oro maledetto (The Treasure of Lost Canyon), regia di Ted Tetzlaff (1952)
- Rancho Notorious, regia di Fritz Lang (1952)
- Squilli al tramonto (Bugles in the Afternoon), regia di Roy Rowland (1952)
- L'ultima minaccia (Deadline - U.S.A.), regia di Richard Brooks (1952)
- Carabina Williams (Carbine Williams), regia di Richard Thorpe (1952)
- The Pride of St. Louis, regia di Harmon Jones (1952)
- Desert Pursuit, regia di George Blair (1952)
- La peccatrice di San Francisco (The San Francisco Story), regia di Robert Parrish (1952)
- Mezzogiorno di fuoco (High Noon), regia di Fred Zinnemann (1952)
- Il massacro di Tombstone (Toughest Man in Arizona), regia di R.G. Springsteen (1952)
- Back at the Front, regia di George Sherman (1952)
- Woman in the Dark, regia di George Blair (1952)
- La frusta d'argento (The Silver Whip), regia di Harmon Jones (1953)
- Perils of the Jungle, regia di George Blair (1953)
- Terra bruciata (Ambush at Tomahawk Gap), regia di Fred F. Sears (1953)
- Goldtown Ghost Riders, regia di George Archainbaud (1953)
- Giulio Cesare (Julius Caesar), regia di Joseph L. Mankiewicz (1953)
- Pantera rossa (War Paint), regia di Lesley Selander (1953)
- La città dei fuorilegge (City of Bad Men), regia di Harmon Jones (1953)
- La tunica (The Robe), regia di Henry Koster (1953)
- Il grande caldo (The Big Heat), regia di Fritz Lang (1953)
- I fratelli senza paura (All the Brothers Were Valiant), regia di Richard Thorpe (1953)
- Contrabbando a Tangeri (Flight to Tangier), regia di Charles Marquis Warren (1953)
- Il selvaggio (The Wild One), regia di László Benedek (1953)
- Missione suicidio (Beachhead), regia di Stuart Heisler (1954)
- La grande notte di Casanova (Casanova's Big Night), regia di Norman Z. McLeod (1954)
- La sete del potere (Executive Suite), regia di Robert Wise (1954)
- La magnifica preda (River of No Return), regia di Otto Preminger (1954)
- Un killer per lo sceriffo (The Forty-Niners), regia di Thomas Carr (1954)
- Terra lontana (The Far Country), regia di Anthony Mann (1954)
- Return from the Sea, regia di Lesley Selander (1954)
- L'ultima volta che vidi Parigi (The Last Time I Saw Paris), regia di Richard Brooks (1954)
- Cry Vengeance, regia di Mark Stevens (1954)
- Storia di Tom Destry (Destry), regia di George Marshall (1954)
- Follie dell'anno (There's No Business Like Show Business), regia di Walter Lang (1954)
- Il principe degli attori (Prince of Players), regia di Philip Dunne (1955)
- Anonima delitti (New York Confidential), regia di Russell Rouse (1955)
- So You Want to Be a Gladiator, regia di Richard L. Bare (1955)
- I cadetti della 3ª brigata (An Annapolis Story), regia di Don Siegel (1955)
- Gli amanti dei cinque mari (The Sea Chase), regia di John Farrow (1955)
- La casa di bambù (House of Bamboo), regia di Samuel Fuller (1955)
- Le sette città d'oro (Seven Cities of Gold), regia di Robert D. Webb (1955)
- Il fondo della bottiglia (The Bottom of the Bottle), regia di Henry Hathaway (1956)
- Il grido di guerra di Nuvola Rossa (Ghost Town), regia di Allen H. Miner (1956)
- Tramonto di fuoco (Red Sundown), regia di Jack Arnold (1956)
- Il mio amante è un bandito (The Maverick Queen), regia di Joseph Kane (1956)
- I guerrieri di Alce Azzurro (Quincannon, Frontier Scout), regia di Lesley Selander (1956)
- La pistola sepolta (The Fastest Gun Alive), regia di Russell Rouse (1956)
- L'agguato delle 100 frecce (Dakota Incident), regia di Lewis R. Foster (1956)
- Duello al Passo Indio (Thunder Over Arizona), regia di Joseph Kane (1956)
- Le colline bruciano (The Burning Hills), regia di Stuart Heisler (1956)
- L'ultimo dei banditi (Last of the Badmen), regia di Paul Landres (1957)
- La vera storia di Jess il bandito (The True Story of Jesse James), regia di Nicholas Ray (1957)
- Orizzonti lontani (The Big Land), regia di Gordon Douglas (1957)
- La corriera fantasma (The Phantom Stagecoach), regia di Ray Nazarro (1957)
- La scure di guerra del capo Sioux (The Lawless Eighties), regia di Joseph Kane (1957)
- L'uomo solitario (The Lonely Man), regia di Henry Levin (1957)
- Il quadrato della violenza (The Crooked Circle), regia di Joseph Kane (1957)
- I giganti toccano il cielo (Bombers B-52), regia di Gordon Douglas (1957)
- Il colosso di Bagdad (Sabu and the Magic Ring), regia di George Blair (1957)
- Baciala per me (Kiss Them for Me), regia di Stanley Donen (1957)
- I peccatori di Peyton (Peyton Place), regia di Mark Robson (1957)
- Duello a Rio Bravo (Gunfire at Indian Gap), regia di Joseph Kane (1957)
- Furia d'amare (Too Much, Too Soon), regia di Art Napoleon (1958)
- Solo contro i gangsters (Gang War), regia di Gene Fowler Jr. (1958)
- I cacciatori (The Hunters), regia di Dick Powell (1958)
- Come svaligiare una banca (A Nice Little Bank That Should Be Robbed) (1958)
- Here Come the Jets, regia di Gene Fowler Jr. (1959)
- Cleopatra, regia di Joseph L. Mankiewicz (1963)
- Le 7 facce del Dr. Lao (7 Faces of Dr. Lao), regia di George Pal (1964)
- I 4 figli di Katie Elder (The Sons of Katie Elder), regia di Henry Hathaway (1965)
- Paradiso hawaiano (Paradise, Hawaiian Style), regia di Michael D. Moore (1966)
- Nevada Smith, regia di Henry Hathaway (1966)
- The Fastest Guitar Alive, regia di Michael D. Moore (1967)
- 7 volontari dal Texas (Journey to Shiloh), regia di William Hale (1968)
- Il Grinta (True Grit), regia di Henry Hathaway (1969)
- Patton, generale d'acciaio (Patton), regia di Franklin J. Schaffner (1970)
- Uno spaccone chiamato Hark (One More Train to Rob), regia di Andrew V. McLaglen (1971)
- Il grande Jake (Big Jake), regia di George Sherman (1971)
- Un piccolo indiano (One Little Indian), regia di Bernard McEveety (1973)
- Fighting Mad, regia di Jonathan Demme (1976)
- Charge of the Model T's, regia di Jim McCollough Sr. (1977)
- Every Girl Should Have One, regia di Robert Hyatt (1978)
- Off the Mark, regia di Bill Berry (1987)

### Televisione
- Dick Tracy – serie TV, un episodio (1951)
- Adventures of Wild Bill Hickok – serie TV, un episodio (1951)
- The Amos 'n Andy Show – serie TV, un episodio (1951)
- Squadra mobile (Racket Squad) – serie TV, un episodio (1952)
- Missione pericolosa (Dangerous Assignment) – serie TV, un episodio (1952)
- Sky King – serie TV, un episodio (1952)
- Mark Saber – serie TV, un episodio (1952)
- Le avventure di Rex Rider (The Range Rider) – serie TV, 4 episodi (1951-1953)
- Rebound – serie TV, 4 episodi (1952-1953)
- My Hero – serie TV, un episodio (1953)
- Family Theatre – serie TV, un episodio (1953)
- Le inchieste di Boston Blackie (Boston Blackie) – serie TV, episodio 2x29 (1953)
- I'm the Law – serie TV, un episodio (1953)
- Le avventure di Gene Autry (The Gene Autry Show) – serie TV, 6 episodi (1950-1953)
- The Adventures of Kit Carson – serie TV, 2 episodi (1953)
- Cisco Kid (The Cisco Kid) – serie TV, 2 episodi (1953)
- Lux Video Theatre – serie TV, un episodio (1953)
- Waterfront – serie TV, un episodio (1954)
- Mr. & Mrs. North – serie TV, un episodio (1954)
- Where's Raymond? – serie TV, un episodio (1954)
- The Roy Rogers Show – serie TV, 6 episodi (1952-1954)
- City Detective – serie TV, 2 episodi (1953-1954)
- The Lone Wolf – serie TV, 3 episodi (1954-1955)
- The Public Defender – serie TV, un episodio (1955)
- Four Star Playhouse – serie TV, 4 episodi (1954-1955)
- Treasury Men in Action – serie TV, un episodio (1955)
- The Pepsi-Cola Playhouse – serie TV, 2 episodi (1954-1955)
- Buffalo Bill, Jr. – serie TV, un episodio (1955)
- Annie Oakley – serie TV, 2 episodi (1954-1955)
- The Whistler – serie TV, 2 episodi (1955)
- The Man Behind the Badge – serie TV, un episodio (1955)
- Il cavaliere solitario (The Lone Ranger) – serie TV, 11 episodi (1949-1955)
- Adventures of Superman – serie TV, 3 episodi (1952-1955)
- Stage 7 – serie TV, episodi 1x05-1x25 (1955)
- General Electric Theater – serie TV, episodio 4x08 (1955)
- You Are There – serie TV, 2 episodi (1953-1955)
- Steve Donovan, Western Marshal – serie TV, un episodio (1955)
- Chevron Hall of Stars – serie TV, un episodio (1956)
- Studio 57 – serie TV, un episodio (1956)
- Celebrity Playhouse – serie TV, episodio 1x16 (1956)
- Frida (My Friend Flicka) – serie TV, episodi 1x09-1x16 (1955-1956)
- I segreti della metropoli (Big Town) – serie TV, 2 episodi (1954-1956)
- TV Reader's Digest – serie TV, episodi 2x12-2x26 (1956)
- Scienza e fantasia (Science Fiction Theatre) – serie TV, episodi 1x19-1x26-2x02 (1955-1956)
- Crusader – serie TV, episodio 1x35 (1956)
- Jane Wyman Presents The Fireside Theatre – serie TV, un episodio (1956)
- Letter to Loretta – serie TV, un episodio (1956)
- The Sword – film TV (1957)
- Soldiers of Fortune – serie TV, 3 episodi (1955-1957)
- The 20th Century-Fox Hour – serie TV, un episodio (1957)
- Panico (Panic!) – serie TV, episodio 1x04 (1957)
- Sheriff of Cochise – serie TV, 2 episodi (1956-1957)
- On Trial – serie TV, un episodio (1957)
- Schlitz Playhouse of Stars – serie TV, 8 episodi (1953-1957)
- Gunsmoke – serie TV, episodio 2x38 (1957)
- Code 3 – serie TV, 2 episodi (1957)
- Richard Diamond (Richard Diamond, Private Detective) – serie TV, un episodio (1957)
- Disneyland – serie TV, un episodio (1957)
- Man Without a Gun – serie TV, un episodio (1957)
- Cheyenne – serie TV, 2 episodi (1955-1957)
- The Californians – serie TV, un episodio (1957)
- Trackdown – serie TV, un episodio (1958)
- Zorro – serie TV, un episodio (1958)
- L'uomo ombra (The Thin Man) – serie TV, episodio 1x18 (1958)
- Il tenente Ballinger (M Squad) – serie TV, un episodio (1958)
- Official Detective – serie TV, un episodio (1958)
- Navy Log – serie TV, episodi 3x21-3x24 (1958
- Broken Arrow – serie TV, 2 episodi (1957-1958)
- Avventure in fondo al mare (Sea Hunt) – serie TV, un episodio (1958)
- The People's Choice – serie TV, 2 episodi (1957-1958)
- Goodyear Theatre – serie TV, 2 episodi (1958)
- Target – serie TV, episodio 1x24 (1958)
- The Rough Riders – serie TV, episodio 1x01 (1958)
- Steve Canyon – serie TV, episodio 1x04 (1958)
- Behind Closed Doors – serie TV, un episodio (1958)
- Le leggendarie imprese di Wyatt Earp (The Life and Legend of Wyatt Earp) – serie TV, 2 episodi (1956-1958)
- U.S. Marshal – serie TV, un episodio (1959)
- Have Gun - Will Travel – serie TV, 2 episodi (1958-1959)
- The Adventures of Ozzie & Harriet – serie TV, 2 episodi (1958-1959)
- Lawman – serie TV, 2 episodi (1958-1959)
- Westinghouse Desilu Playhouse – serie TV, episodio 1x18 (1959)
- Border Patrol – serie TV, un episodio (1959)
- Colt .45 – serie TV, un episodio (1959)
- The Texan – serie TV, episodio 1x33 (1959)
- Union Pacific – serie TV, un episodio (1959)
- Bat Masterson – serie TV, 2 episodi (1959-1960)
- Tombstone Territory – serie TV, 3 episodi (1958-1960)
- The Americans – serie TV, episodi 1x03-1x05 (1961)
- Lock Up – serie TV, 78 episodi (1959-1961)
- The Dick Powell Show – serie TV, episodio 1x02 (1961)
- Everglades – serie TV, episodio 1x01 (1961)
- Tales of Wells Fargo – serie TV, 4 episodi (1957-1962)
- Laramie – serie TV, un episodio (1963)
- The Wide Country – serie TV, episodio 1x19 (1963)
- The Lieutenant – serie TV, episodio 1x01 (1963)
- Il fuggiasco (The Fugitive) – serie TV, un episodio (1964)
- Gli uomini della prateria (Rawhide) – serie TV, 2 episodi (1962-1965)
- Carovane verso il west (Wagon Train) – serie TV, 8 episodi (1961-1965)
- Cavaliere solitario (The Loner) – serie TV, 2 episodi (1966)
- Insight – serie TV, un episodio (1966)
- Court Martial – serie TV, un episodio (1966)
- The Monroes – serie TV, un episodio (1966)
- Kronos - Sfida al passato (The Time Tunnel) – serie TV, episodio 1x07 (1966)
- Pattuglia del deserto (The Rat Patrol) – serie TV, un episodio (1966)
- Pistols 'n' Petticoats – serie TV, un episodio (1967)
- Selvaggio west (The Wild Wild West) – serie TV, 2 episodi (1966-1967)
- Winchester 73 – film TV (1967)
- Gli eroi di Hogan (Hogan's Heroes) – serie TV, un episodio (1967)
- Tarzan – serie TV, episodio 2x02 (1967)
- Al banco della difesa (Judd for the Defense) – serie TV, un episodio (1967)
- Alexander the Great – film TV (1968)
- Bonanza – serie TV, 3 episodi (1962-1968)
- La grande vallata (The Big Valley) – serie TV, un episodio (1968)
- Braddock – film TV (1968)
- Get Smart – serie TV, 3 episodi (1968-1969)
- Il virginiano (The Virginian) – serie TV, 4 episodi (1965-1969)
- The Outsider – serie TV, episodio 1x25 (1969)
- The Forty-Eight Hour Mile – film TV (1970)
- Confessions of a Top Crime Buster – film TV (1971)
- Here's Lucy – serie TV, un episodio (1971)
- The Partners – serie TV, 20 episodi (1971-1972)
- Kung Fu – serie TV, un episodio (1973)
- Mannix – serie TV, un episodio (1973)
- Ironside – serie TV, un episodio (1973)
- Tenafly – serie TV, un episodio (1974)
- Harry O – serie TV, un episodio (1974)
- Kolchak: The Night Stalker – serie TV, un episodio (1974)
- Lucas Tanner – serie TV, un episodio (1974)
- The Last of the Mohicans – film TV (1975)
- Panache – film TV (1976)
- Donner Pass: The Road to Survival – film TV (1978)
- The Time Machine – film TV (1978)
- Greatest Heroes of the Bible – serie TV, un episodio (1978)
- Alla conquista del west (How the West Was Won)– miniserie TV, un episodio (1979)
- Heart of Steel – film TV (1983)
- P/S - Pronto soccorso (E/R) – serie TV, un episodio (1984)

## Doppiatori italiani
Nelle versioni in italiano delle opere in cui ha recitato, John Doucette è stato doppiato da:
- Bruno Persa in La città della paura, Doppio gioco
- Stefano Sibaldi in La fonte meravigliosa
- Nino Bonanni in Giulio Cesare
- Gualtiero De Angelis in Missione suicidio
- Luigi Pavese in Le sette città d'oro
- Manlio Busoni in Nevada Smith
- Carlo Buratti ne Il Grinta
- Enzo Tarascio in Patton, generale d'acciaio
- Sergio Fiorentini in Un piccolo indiano